# Georges Vachon
Georges Vachon est un architecte français nazairien du XXe siècle. On lui doit des réalisations comme la villa Ker Souveraine à Pornichet, dont Adrien Grave réalise la décoration intérieure, et des modernisations, à partir de 1925, du casino de La Baule et de celui de Pornichet.

## Biographie
Georges Vachon est diplômé de l’école des beaux-arts de Nantes.
En 1925, François André lui confie la rénovation du casino de La Baule-Escoublac et en 1926, Maxime Ledru lui demande celle du casino de Pornichet,. Il succède à Henri Godivier pour la construction de la villa Ker Souveraine à Pornichet, dont il est le maître d’œuvre, et dont la décoration intérieure est exécutée par Adrien Grave ; cette villa fait l’objet d’une inscription auprès du ministère de la Culture.
Georges Vachon est également l'architecte des villas bauloises
Clair Refuge (1933, agrandie en 2012,), 
Danyle (1930), 
Les Dauphins (1930), 
Ehkibegia (en 1939),
La Godaille (1930), 
Les Petites Buttes (vers 1930) et à Pornichet, 
Rita. Dans les années 1960, il agrandit la villa Géorama à Saint-Nazaire. Il construit également la maison de villégiature à Villefranche-sur-Mer en 1965 ; cette œuvre est inscrite à l’inventaire général de la région Provence-Alpes-Côte d'Azur.